# King Pepe
King Pepe (* 1. März 1976 als Simon Hari in Thun) ist ein Schweizer Musiker, Multiinstrumentalist, Komponist, Texter, Sänger und Stickereikünstler.

## Künstlerische Entwicklung
Für sein Erstlingswerk «Blöd im Chopf» im Jahr 2007 spielte er alle Instrumente in seiner Wohnung selbst ein und veröffentlichte das Album auf dem eigens dafür gegründeten Label «Big Money Records». Seit 2010 veröffentlicht er seine Alben beim Luzerner Verlag «Der gesunde Menschenversand» und gibt Konzerte in wechselnden Formationen, früher mit den «Untertanen A, B, und C» (2009 bis 2012), mit der Jazzband «Le Rex» (2013 bis 2017) und zuletzt mit «Mit King Pepe & the Queens» (2022).
King Pepe singt meist auf berndeutsch. Mit «Büssi» landete er 2011 seinen ersten Underground-Hit.
Neben den Aktivitäten als King Pepe spielt und singt Simon Hari in weiteren Formationen, unter anderem bei «Trampeltier of Love»,  «Lekker Zukker» und  «Captain Frank». Zudem ist er Komponist von Theatermusik unter anderem in «Sex in Zeiten der Apokalypse» (2010, Zusammenarbeit mit Meret Matter) und Musicals wie «Zum Glück – Ein Musical zur Rettung der Welt» (2012, Zusammenarbeit mit Meret Matter) oder «Sit so guet, s.v.p.» (2017, Zusammenarbeit mit Matto Kämpf, Raphael Urweider und Dennis Schwabenland).

## Diskografie

### Alben
- 2007: Blöd im Chopf
- 2010: Büssi (EP)
- 2011: Tierpark
- 2013: Pepejazz
- 2014: 70 % Wasser
- 2019: Karma: OK
- 2022: To Hell With Ewigkeit

## Auszeichnungen
- 2011: Musikpreis des Kantons Bern, Anerkennungspreis